# Sheldon Glueck
Pour les articles homonymes, voir Glueck.
Sheldon Glueck est un professeur de droit et un criminologue américain (1896 - 10 mars 1980) qui, en collaboration avec son épouse Eleanor Glueck, se dévoua à la recherche de facteurs pour permettre l'identification qui causent ou amènent la délinquance et la criminalité chez le jeune adulte.